# Bund für Volk und Heimat
Der Bund für Volk und Heimat (BVH) war eine rechtskonservative politische Organisation der Schweiz, die der Frontenbewegung zugerechnet wird.

## Geschichte
Im März 1933 wurde der Bund für Volk und Heimat in Langenthal gegründet.
Bereits Ende 1933 kam es jedoch zur Spaltung, als einige Mitglieder begannen, mit dem Nationalsozialismus zu sympathisieren.
Ende Juni 1936 löste sich der BVH auf und empfahl seinen Mitgliedern, sich dem Schweizerischen Vaterländischen Verband anzuschliessen.

## Politische Ausrichtung
Der BVH verstand sich als patriotischer Verein Gleichgesinnter, der den schweizerischen Föderalismus, wirtschaftlichen Liberalismus, christliche Werte und Demokratie verteidigen wollte.
Der BVH bekämpfte den Bolschewismus, die Gewerkschaften und den Parlamentarismus.